# علم سیاست علمی
علم سیاست علمی (SoSP) یک منطقه تحقیقاتی میان رشته‌ای در حال ظهور است که به دنبال توسعه مدل‌های نظری و تجربی از سرمایه‌گذاری علمی است.
این پایه و اساس علمی می‌تواند برای کمک به دولت و جامعه به‌طور کلی، تصمیم‌های مدیریت تحقیق و توسعه را با ایجاد و سازماندهی خیلی دقیق علمی بهتر سازد، این پایه و اساس کمی از سیاست گذاران و پژوهشگران ممکن است تأثیرات سرمایه‌گذاری مهندسی و علمی کشور را ارزیابی کند، در خود را از پویایی‌شناسی بهبود بخشند، و نتایج را به احتمال زیاد ارزیابی کنند.
مثال‌هایی از پژوهش در مدل‌های سیاست علمی برای درک کردن تولید علم، کیفی، کمی و روش‌های محاسباتی برای تخمین تأثیر علم و فرایندهایی برای انتخاب از نمونه‌های علوم دیگر.

## تلاش فدرال SOSP
دولت فدرال ایالات متحده آمریکا مدت زیادی است که طرفدار SOSP بوده‌است. در سال ۲۰۰۶، در پاسخ به دفتر چالش سیاست علم و فناوری، دکتر جان اچ ماربورگر برای یک «علم سیاست علمی»
کمیته فرعی شورای ملی علم و فناوری در جامعه، علوم اقتصادی و رفتاری (SBE) یک گروه کار بین سازمانی در علم سیاست علمی (ITG) به عنوان بخشی از فرایند مشورتی داخل کمیته فرعی خدمت می‌کند. در سال ۲۰۰۸، SOSP ITG توسعه یافت و علم سیاست علمی را منتشر شد: یک نقشه راه پژوهش فدرال، که تلاش لازم برای توسعه بلند مدت یک علم سیاست علمی، و این نقشه راه به جامعه SOSP معرفی شد. کار بعدی(ITG) به وسیله سوالات مطرح شده در نقشه راه و مراحل عمل توسعه داده شده در کارگاه هدایت شده‌است. علاوه بر این از سال ۲۰۰۷، بنیاد ملی علوم، در حمایت از تحقیقات دانشگاهی برای پیشبرد این زمینه، کمک‌های مالی از علم علم و برنامه سیاست نوآوری (SciSIP). پژوهش SciSIP تلاش‌های فدرال SOSP را به وسیله فراهم کردن ابزارهای جدید با ارتباط فوری با سیاست گذاران حمایت و کامل می‌کند.

## علم علم و برنامه سیاست نوآوری
علم علم و برنامه سیاست نوآوری(SciSIP) در بنیاد علمی ملی در سال ۲۰۰۵ در پاسخ به یک تماس از جان ماربورگر برای یک «جامعه علمی متخصص» بای مطالعه علم سیاست علمی تأسیس شد. این برنامه سه هدف عمده دارد: پیشرفت شواهد مبتنی بر علم و تصمیم‌گیری سیاست نوآوری، و اعمال نفوذ تجربه کشورهای دیگر.
بین سال‌های ۲۰۰۷ تا ۲۰۱۱، بالای یک صد و سیصد جایزه در ۵ دوره از بودجه ایجاد شد. برندگان این جوایز شامل اقتصاد دانان، جامعه شناسان، دانشمندان علوم سیاسی و روانشناسان که به خوبی دانشمندان این حوزه بودند. برخی از این جوایز در حال حاضر نتایجی در قالب مقالات، سخنرانی‌ها، نرم‌افزار و توسعه داده هستند.